# Relaciones entre Burkina Faso y Estados Unidos
Las relaciones entre Estados Unidos y Burkina Faso son las relaciones diplomáticas entre Estados Unidos y Burkina Faso. Las relaciones son buenas pero están sujetas a tensiones en el pasado debido a la participación anterior del gobierno en el comercio de armas y otras actividades que rompen las sanciones.
Según el Informe de liderazgo global de EE. UU. de 2012, el 82% de las personas de Burkina Faso aprueba el liderazgo de EE. UU., con un 17% de desaprobación y un 1% de incertidumbre, la tercera calificación más alta de los EE. UU. para cualquier país encuestado en África.

## Descripción general

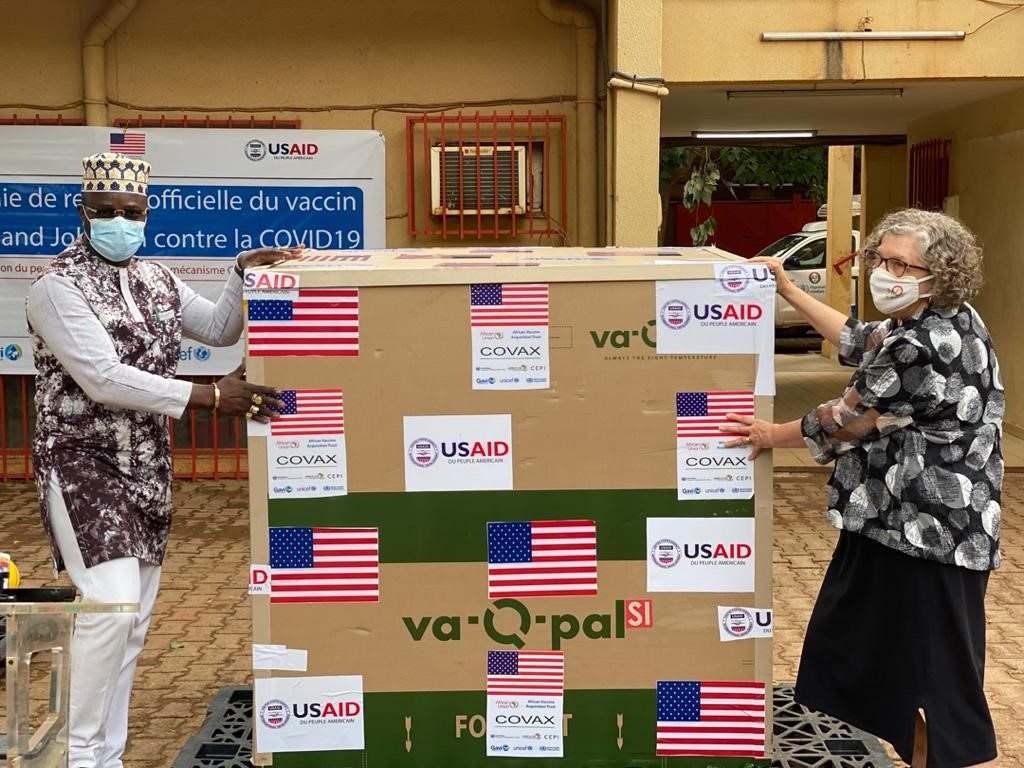
Estados Unidos entrega 151.200 dosis de la vacuna Johnson & Johnson COVID-19 a Burkina Faso el 20 de julio de 2021.

Además de la paz y la estabilidad regionales, los intereses de los Estados Unidos en Burkina son promover la [democratización] continua y un mayor respeto por los [derechos humanos] y fomentar el desarrollo económico sostenible. Aunque la Agencia para el Desarrollo Internacional (USAID) cerró su oficina en Uagadugú en 1995, a fines de mayo de 2013 envió a un representante para reabrir una Oficina bajo su Misión en Senegal. Bajo una combinación de programas de ayuda regional y bilateral, USAID proporciona aproximadamente 50 millones de dólares anuales al desarrollo de Burkina a través de organizaciones no gubernamentales y regionales. El más grande es un programa de almuerzo escolar Food for Peace administrado por Catholic Relief Services. Burkina ha sido el sitio de varias historias de éxito en el desarrollo. El liderazgo de EE. UU. En la construcción de la seguridad alimentaria en el Sahel después de 1968-74 sequía ha logrado eliminar prácticamente la hambruna, a pesar de los recurrentes años de sequía. Ceguera del río ha sido eliminado de la región. En ambos casos, los EE. UU. Fueron el principal donante de organizaciones interafricanas con sede en Uagadugú que, a través de esfuerzos sostenidos, han logrado y consolidado estos logros. En 2005, Burkina Faso y la Corporación del Desafío del Milenio (MCC) firmaron un programa de país de umbral de 12 millones de dólares para construir escuelas y aumentar las tasas de inscripción de niñas. En noviembre de 2005, la Corporación del Desafío del Milenio seleccionó a Burkina Faso como elegible para presentar una propuesta de asistencia de la Cuenta del Desafío del Milenio para el año fiscal 2006, por lo que es uno de los dos únicos países elegibles para el umbral y la financiación compacta. El Gobierno de Burkina Faso está trabajando estrechamente con el personal de MCC para finalizar su presentación compacta.
El Cuerpo de Paz ingresó a Burkina Faso en 1966. El programa del Cuerpo de Paz se eliminó gradualmente en 1987, pero fue invitado a regresar a Burkina Faso en 1995 como parte de un proyecto de salud recientemente establecido. Un año más tarde, el Cuerpo de Paz estableció un proyecto de educación secundaria y en 2003, el Cuerpo de Paz introdujo un proyecto de desarrollo de pequeñas empresas para complementar la reducción de la pobreza del gobierno y los programas de promoción del sector privado. En 2005, el gobierno de Burkina Faso solicitó asistencia para aumentar el nivel de acceso de las niñas a la educación, que más tarde se convirtió en el foco del Acuerdo de Umbral de la Corporación del Desafío del Milenio con Burkina Faso. Todos los Voluntarios del Cuerpo de Paz, independientemente del sector, están capacitados para promover la concienciación sobre VIH/SIDA y Género y Desarrollo.
El comercio de Estados Unidos con Burkina sigue siendo extremadamente limitado: 220 millones de dólares en exportaciones de Estados Unidos y 600 000 dólares en Burkinabé exportan a los Estados Unidos en 2004, pero existen posibilidades de inversión, especialmente en los sectores de minería y comunicaciones.

## Oficiales principales de los Estados Unidos
- Embajador - Andrew R. Young
- Jefe Adjunto de Misión - Steven Koutsis
- Representante de USAID - James C. Parys

## Misiones diplomáticas
La Embajada de los Estados Unidos en Burkina Faso se encuentra en Uagadugú.